# گود کنارک
گود کنارک یک روستا در ایران است که در شهرستان سیرجان واقع شده‌است. گود کنارک ۱۲ نفر جمعیت دارد.